# Schicksal
Schicksal (von altniederländisch schicksel „Fakt“) oder Los (von althochdeutsch und mittelhochdeutsch (h)lôჳ „Omen, Orakel“; entspricht lateinisch fatum, altgriechisch μοίρα moira [siehe auch Moiren], türkisch kismet, arabisch قسمة, DMG qisma(t)) ist der Ablauf von Ereignissen im Leben des Menschen, die als von höheren Mächten vorherbestimmt (geschickt) oder von Zufällen bewirkt empfunden werden, mithin also der Entscheidungsfreiheit des Menschen entzogen sind.

## Begriffsverwendung
Der Begriff Schicksal hat keine ihm zugrundeliegende eindeutig wertende Bedeutung. Synonym wird das Wort Los verwendet. Zumeist wird als Schicksal eine Art höhere Macht begriffen, die ohne direktes menschliches Zutun das Leben einer Person entscheidend beeinflusst. Beispiele: „Das Schicksal meint es gut mit ihr“, „Er wurde vom Schicksal dazu bestimmt“, „Das Schicksal nahm seinen Lauf“, „Man kann seinem Schicksal nicht entfliehen“ oder der Schicksalsschlag. In diesem Sinne ist es der Inbegriff unpersönlicher Mächte. Weit verbreitet ist aber besonders die Auffassung, man könne sein Schicksal beeinflussen; daher wird auch davon gesprochen, „sein Schicksal zu meistern“ oder „sein Schicksal in die eigene Hand zu nehmen“. Auch dass „man sein Schicksal nicht herausfordern soll“, verweist auf die Möglichkeit der Umgehung schicksalhafter Ereignisse oder Verläufe. 
Die Einstellung gegenüber dem Schicksal reicht
- von völliger Ergebung (Fatalismus) über den
- Glauben an seine Überwindbarkeit (nimmer sich beugen/ kräftig sich zeigen/ rufet die Arme/ der Gottheit herbei – Goethe) bis zur
- völligen Willensfreiheit des Individuums (Voluntarismus).

## Hintergrund
In den meisten Kulturen gilt das Schicksal als unausweichliche Bestimmung:
In der Mythologie entwickelte sich der Gedanke des Schicksals als personifizierte Macht: die Schicksalsgöttinnen Fortuna, Nornen, Tyche, Moiren, Parzen und der Unterweltsgott Namtaru, die sowohl das individuelle Leben als auch den Weltlauf beherrschen und das Schicksal dem Menschen „schicken“.
Die Vorstellung, das Schicksal sei vorbestimmt, führte zum Versuch, im Voraus zumindest Andeutungen darauf zu bekommen. Dieses Konzept liegt der Mantik (Wahrsagung) zugrunde.
Häufig ist der Schicksalsglaube religiös eingebettet oder ausgeformt. Die Annahme, das Schicksal des Menschen liege in der Hand Gottes oder eines übermächtigen göttlichen Wesens und werde von ihm bestimmt oder zumindest geführt, findet man im Glauben an die göttliche Vorsehung, der etwa im Islam und im Christentum eine wichtige Rolle spielt. Je nachdem wie viel Entscheidungsspielraum dabei dem freien Willen des Menschen gegenüber dem vorbestimmten oder vorgesehenen Schicksal zugestanden wird, gehen diese Vorstellungen recht weit auseinander und reichen von expliziter Ablehnung des Schicksalsbegriffs in vielen christlichen Richtungen über einen schicksalhaften Bestimmungsglauben, wie er beispielsweise im Islam betont wird, bis hin zu der Vorstellung einer Prädestination des Seelenheils, also der Vorherbestimmung des zukünftigen Schicksals eines Menschen nach seinem Tod, wie sie auch in der christlichen Theologie im Anschluss an Augustinus beispielsweise von Martin Luther gelehrt wurde, der damit die Lehre von der Alleinwirksamkeit der göttlichen Gnade und der Unfähigkeit des Menschen verband, sich das Heil durch gute Werke zu verdienen. In ihrer radikalen Ausformung, die dem Menschen jegliche Möglichkeit nimmt, sein Schicksal zu beeinflussen und an seinem Heil mitzuwirken, werden diese Vorstellungen aber ebenso wie ein philosophischer Determinismus (der die Unbeeinflussbarkeit irdischer Ereignisse einschließlich menschlicher Handlungen durch den Willen postuliert und insoweit dem Schicksalsglauben verwandt ist) sowohl im Christentum als auch im Islam abgelehnt.
Philosophisch ist die Stellung und Bewertung des Zufalls von Bedeutung, der im Schicksals- und Vorsehungsglauben häufig als göttliche oder schicksalhafte Fügung verstanden oder gedeutet und teils – wie im konsequenten Determinismus – als nicht existent abgelehnt wird („es gibt keine Zufälle“). Im Unterschied zu deterministischen Vorstellungen betont der Schicksalsglaube jedoch die Unausweichlichkeit nur des Ergebnisses (der „Bestimmung“) eines Vorgangs oder einer Biografie, billigt dem Individuum jedoch mitunter durchaus die Möglichkeit freier Willensentscheidungen zu, mit denen es den Eintritt des vorbestimmten Ergebnisses freilich nicht beeinflussen, jedenfalls nicht verhindern kann. Klassische Beispiele für dieses paradoxe Moment in der schicksalgläubigen Weltauffassung finden sich in der antiken Sagenwelt, etwa in den Geschichten des Ödipus oder des Odysseus, deren Protagonisten in ihren Handlungen frei sind und alles unternehmen, um ihrer (durch Orakel prophezeiten) schicksalhaften Bestimmung zu entgehen, letztlich aber gerade dadurch ihr vorherbestimmtes Schicksal selbst realisieren. Dagegen schließt der strenge Determinismus die Existenz freier Willensentscheidungen und dadurch bestimmter Handlungen von vornherein aus, insoweit er von einer mechanistischen Vorbestimmtheit aller kontingenten Ereignisse – also auch des menschlichen Wollens und Handelns – durch bekannte und unbekannte Kausalfaktoren ausgeht und dementsprechend weniger am Ergebnis der Bestimmung (dem Schicksal) interessiert ist, sondern daran, die strikte Abhängigkeit aller Phänomene einschließlich aller scheinbar selbstbestimmten Lebensvorgänge von vorgegebenen Ursachen in den Blick zu nehmen. Einig sind sich das schicksalgläubige und das deterministische Weltbild indes in der Betonung der Unausweichlichkeit und Alternativlosigkeit der Realität. Das kann zu einer eher passiven, schicksalergebenen (fatalistischen), bisweilen gleichgültigen oder – auch ethisch – indifferenten Lebenseinstellung führen und das Streben nach Selbstbestimmung und Weltveränderung als Illusion begreifen lassen.